# Bururu
Bururu : ur teqqim, ur tengir (traducibile a un dipresso con "Il gufo: tra la vita e la morte" in lingua cabila) è il titolo di un romanzo pubblicato nel 2006 e scritto da Tahar Ould-Amar, scrittore, giornalista e insegnante di berbero. Prima dell'edizione in volume, degli estratti del romanzo erano stati pubblicati nella rivista L'Hebdo n'tmurt.

## Il titolo
In realtà il titolo è difficile da tradurre letteralmente. Nell'immaginario cabilo, bururu, uccello notturno (gufo o civetta), è lo spauracchio con cui si fa paura ai bambini per farli addormentare. Quanto ai verbi qqim e enger, il loro significato letterale è, rispettivamente, "permanere" ed "essere sterminati", qui alla terza persona femminile del perfetto negativo, che rimanda a un soggetto sottinteso come ddunnit ("il mondo", "la vita"). Come spiega lo stesso autore in un'intervista, il titolo allude "all’islamismo integrista, che non aveva realmente alcun radicamento nella società e si serviva del terrorismo come spauracchio per fare paura ad una società che sognava un destino migliore. A lungo andare, bururu ha fatto paura ed è riuscito ad imporre un regime "demo-dittatoriale" (démoctateur), donde ur teqqim, ur tengir". Questa dicotomia è connaturata a bururu nella cultura cabila: come ricorda il vocabolario di Dallet (1982: 39), esso “ha un fianco bianco ed uno nero; quando guarda quello bianco, lancia grida di gioia, quando guarda quello nero, piange a dirotto”. 

## Trama
Il giovane Muh è nato nel quartiere popolare di Belcour ad Algeri in una famiglia con pochi mezzi (il padre è pensionato, le entrate maggiori vengono dal fratello Nabil che vive di trabando, "contrabbando"). Si innamora, in un primo tempo ricambiato, di Dunia, una ragazza che abita invece in un quartiere ricco, figlia di un pezzo grosso dell'esercito (askuti ameqqran), un "décideur" (qessam lerzaq). Quando Dunia scopre le umili origini di Muh, non esita però a lasciarlo perché, come gli dice esplicitamente, tu n'es pas de ma classe ("non sei della mia classe", in francese nel testo). Deluso e amareggiato, Muh si pone l'obiettivo di arricchire in qualunque modo pur di abbandonare il ruolo che la società gli ha assegnato. Si dà anche lui al contrabbando, ma è un pesce piccolo e ben presto finisce in prigione. Uscito dalla quale decide di emigrare. Dapprima in Marocco, poi in Spagna, Francia e infine in Italia, a Palermo. Dovunque egli vada, però, non riesce a trovare un lavoro fisso e dilapida tutti i guadagni nell'alcol e nella droga. Ridotto alla fame, cerca di rubare una borsa ad una vecchia ma viene catturato e finisce in prigione. Qui incontra un gruppo di connazionali che lo convincono a cambiar vita coinvolgendolo nella preghiera e nell'osservanza delle pratiche religiose. A partire da questo momento, Muh si trova sempre più irretito, quasi senza accorgersene, nelle attività delle organizzazioni islamiche algerine, dapprima a Parigi e poi, espulso, di nuovo nella madrepatria. È quasi in un sogno che Muh si ritrova così tra i monti di Zmenzer, in uno dei gruppi armati che infestano la regione. Il passaggio all'azione armata, avvenuto quasi per caso, gli fa capire quanto questa lotta sanguinaria sia lontana dai puri ideali che lo avevano aiutato a riscattarsi in prigione. Dopo aver fatto conoscenza con una ragazza, Dalila, rapita dal suo villaggio sterminato e sposata a forza all'emiro del gruppo, Muh concepisce l'idea di abbandonare con lei il gruppo armato per cercare di rifarsi all'estero un'esistenza normale.

## Critica
Il romanzo, il primo di questo autore, affronta numerosi temi caldi della vita algerina contemporanea: le enormi sperequazioni tra la ristretta classe al potere e la massa dei diseredati; l'aspirazione generalizzata dei giovani all'emigrazione e i problemi dell'integrazione nei paesi di arrivo; il ruolo delle organizzazioni islamiche e la lotta terrorista degli anni Novanta; il ruolo della donna nella società. In particolare, questo romanzo, affrontando tematiche complesse che investono tutta la società algerina e non solo quella cabila si sottrae alla tentazione di rinchiudersi, come avveniva con i primissimi romanzi, in "una tematica esclusivamente identitaria e rivendicativa", aprendosi ad orizzonti a più ampio respiro.
Al di là del valore letterario dell'opera (non sempre ugualmente approfondita e talora poco verosimile, per esempio nel lieto fine conclusivo), il romanzo è interessante in particolare per gli aspetti linguistici. Non va dimenticato che la letteratura scritta cabila -e in particolare il romanzo- è ancora agli inizi, ed ogni nuova pubblicazione può essere considerato un "test" sulla capacità di impiego del cabilo come strumento letterario.
Da questo punto di vista il romanzo è molto incoraggiante: come notano i linguisti Allaoua Rabehi e Zahir Mehsem nell'introduzione, la lingua usata è scorrevole e autentica (tuzzel, d taqbaylit), non è la lingua artificiosa e infarcita di neologismi che caratterizzava alcuni dei primi saggi di scrittura del cabilo. Oltretutto, l'autore non rifugge da un uso appropriato, degli altri codici linguistici presenti in Algeria: il francese (soprattutto nelle conversazioni delle persone istruite), l'arabo (soprattutto nei dialoghi tra militanti islamici), e persino un altro dialetto berbero, la tumzabt nell'episodio dell'incontro con un connazionale originario dello Mzab. Come rileva Salhi (2008: 170) questi passaggi in altre lingue presenti nel panorama linguistico dell'Algeria non solo "contribuiscono alla caratterizzazione dei personaggi" ma inoltre "consentono, ad un altro livello, la lettura ideologica del testo".
Il cabilo "scorrevole" del testo riesce a far convivere numerose espressioni moderne, spesso prestiti dal francese (apaspor "passaporto", atrabandist "contrabbandiere", achifur "chauffeur, guidatore", twaturt "voiture, la macchina", ecc..) insieme a molte espressioni tradizionali, come i proverbi e modi di dire (ad esempio ur yeqqers uyeddid, ur nghilen waman, lett. "l'otre non è bucato, l'acqua non è venuta fuori", nel senso di "non è troppo tardi", oppure l'espressione misogina tamettut n seksu d wusu "una donna da cucina e da letto"), e non è raro che moderno e tradizionale si mescolino in modo particolarmente felice, per esempio quando, descrivendo la bellezza di Dunia dice, con un pizzico di ironia, "come Julia Roberts a Hollywood, così era lei in Piazza Primo Maggio", ricalcando in modo evidente l'espressione tipica delle fiabe tradizionali "come la luna nel cielo, così era l'eroina della storia".
I neologismi presenti sono perlopiù termini ormai "collaudati" e accolti nel parlare di tutti i giorni, come tasertit "politica", tasdawit "università", tayri "amore", ecc. Nel complesso, il romanzo conferma le possibilità di uso letterario del cabilo moderno (Sebbane 2016).
Il 10 febbraio 2008 il suo autore è stato premiato con il "Prix Apulée" per il romanzo in cabilo (Algeri).

## Edizioni
- Tahar Ould-Amar, Bururu : ur teqqim, ur tengir, Azur (Béjaïa), 2006,  p. 123, ISBN 9961-943-11-2.